# Hadashi de Summer
„Hadashi de Summer” (jap. 裸足でSummer) – piętnasty singel japońskiego zespołu Nogizaka46, wydany w Japonii 27 lipca 2016 roku przez N46Div..
Singel został wydany w pięciu edycjach: regularnej (CD) i czterech limitowanych CD+DVD (Type-A, Type-B, Type-C, Type-D). Osiągnął 1 pozycję w rankingu Oricon i pozostał na liście przez 78 tygodni, zdobył status płyty Milion.

## Lista utworów
Wszystkie utwory zostały napisane przez Yasushiego Akimoto.

### Type-A
| CD | CD                                                           | CD                 | CD                 | CD      |
| Nr | Tytuł utworu                                                 | Kompozycja         | Aranżacja          | Długość |
| -- | ------------------------------------------------------------ | ------------------ | ------------------ | ------- |
| 1. | „Hadashi de Summer” (jap. 裸足でSummer)                      | Hidetoshi Fukumori | APAZZI             | 4:37    |
| 2. | „Boku dake no hikari” (jap. 僕だけの光)                      | Hiro Hoashi        | Hiro Hoashi        | 3:52    |
| 3. | „Offshore Girl” (jap. オフショアガール) (wyk. Mai Shiraishi) | Akira Sunset, ha-j | Akira Sunset, ha-j | 3:23    |
| 4. | „Hadashi de Summer” (jap. 裸足でSummer) (off vocal ver.)     | Hidetoshi Fukumori | APAZZI             | 4:37    |
| 5. | „Boku dake no hikari” (jap. 僕だけの光) (off vocal ver.)     | Hiro Hoashi        | Hiro Hoashi        | 3:52    |
| 6. | „Offshore Girl” (jap. オフショアガール) (off vocal ver.)     | Akira Sunset, ha-j | Akira Sunset, ha-j | 3:23    |

| DVD | DVD | DVD     |
| Nr  | Tytuł utworu | Długość |
| --- | --- | ------- |
| 1.  | „Hadashi de Summer” (jap. 裸足でSummer) (Music Video) | 4:42    |
| 2.  | „Offshore Girl” (jap. オフショアガール) (Music Video) | 3:49    |
| 3.  | „Live sankasha dake ga mirareta manatsu no zenkoku Tour 2015, Zen 16 kōen Opening eizō jōkan Start” (jap. ライブ参加者だけが見られた 真夏の全国ツアー2015 全16公演オープニング映像 上巻 スタート) | 5:49    |
| 4.  | „Wakatsuki Yumi” (jap. 若月佑美編) | 3:27    |
| 5.  | „Hori Miona & Kitano Hinako” (jap. 堀未央奈&北野日奈子編) | 1:39    |
| 6.  | „Nakamoto Himeka & Nōjo Ami” (jap. 中元日芽香&能條愛未編) | 1:38    |
| 7.  | „Saitō Chiharu & Nagashima Seira” (jap. 斎藤ちはる&永島聖羅編) | 2:42    |
| 8.  | „Saitō Asuka” (jap. 齋藤飛鳥編) | 3:40    |
| 9.  | „Itō Karin & Itō Junna” (jap. 伊藤かりん&伊藤純奈編) | 2:36    |
| 10. | „Fukagawa Mai” (jap. 深川麻衣編) | 5:12    |
| 11. | „Nakada Kana & Sasaki Kotoko” (jap. 中田花奈&佐々木琴子編) | 1:56    |
| 12. | „Inoue Sayuri” (jap. 井上小百合編) | 3:01    |
| 13. | „Nakamoto Himeka & Wada Maaya” (jap. 中元日芽香&和田まあや編) | 3:01    |
| 14. | „Itō Marika” (jap. 伊藤万理華編) | 2:19    |
| 15. | „Suzuki Ayane & Terada Ranze” (jap. 鈴木絢音&寺田蘭世編) | 2:48    |
| 16. | „Takayama Kazumi” (jap. 高山一実編) | 7:17    |

### Type-B
| CD | CD | CD                 | CD          | CD      |
| Nr | Tytuł utworu | Kompozycja         | Aranżacja   | Długość |
| -- | --- | ------------------ | ----------- | ------- |
| 1. | „Hadashi de Summer” (jap. 裸足でSummer) | Hidetoshi Fukumori | APAZZI      | 4:37    |
| 2. | „Boku dake no hikari” (jap. 僕だけの光) | Hiro Hoashi        | Hiro Hoashi | 3:52    |
| 3. | „Inochi no shinjitsu Musical «Ringo uri to kamemushi»” (jap. 命の真実 ミュージカル「林檎売りとカメムシ」) (wyk. Erika Ikuta, Kenji Sakamoto) | NA.ZU.NA           | NA.ZU.NA    | 5:14    |
| 4. | „Hadashi de Summer” (jap. 裸足でSummer) (off vocal ver.)                                                                                     | Hidetoshi Fukumori | APAZZI      | 4:37    |
| 5. | „Boku dake no hikari” (jap. 僕だけの光) (off vocal ver.)                                                                                     | Hiro Hoashi        | Hiro Hoashi | 3:52    |
| 6. | „Inochi no shinjitsu Musical «Ringo uri to kamemushi»” (jap. 命の真実 ミュージカル「林檎売りとカメムシ」) (off vocal ver.)                   | NA.ZU.NA           | NA.ZU.NA    | 5:14    |

| DVD | DVD | DVD     |
| Nr  | Tytuł utworu | Długość |
| --- | --- | ------- |
| 1.  | „Hadashi de Summer” (jap. 裸足でSummer) (Music Video) | 4:42    |
| 2.  | „Inochi no shinjitsu Musical «Ringo uri to kamemushi»” (jap. 命の真実 ミュージカル「林檎売りとカメムシ」) (Music Video)                                                                           | 5:53    |
| 3.  | „Live sankasha dake ga mirareta manatsu no zenkoku Tour 2015, Zen 16 kōen Opening eizō gekan Start” (jap. ライブ参加者だけが見られた 真夏の全国ツアー2015 全16公演オープニング映像 下巻 スタート) | 5:11    |
| 4.  | „Hoshino Minami” (jap. 星野みなみ編) | 1:27    |
| 5.  | „Kawago Hina & Sagara Iori” (jap. 川後陽菜&相楽伊織編) | 4:31    |
| 6.  | „Etō Misa” (jap. 衛藤美彩編) | 2:30    |
| 7.  | „Nagashima Seira & Nōjo Ami” (jap. 永島聖羅&能條愛未編) | 6:31    |
| 8.  | „Akimoto Manatsu” (jap. 秋元真夏編) | 1:38    |
| 9.  | „Sasaki Kotoko & Hori Miona” (jap. 佐々木琴子&堀未央奈編) | 3:00    |
| 10. | „Saitō Yūri” (jap. 斉藤優里編) | 2:11    |
| 11. | „Kawamura Mahiro & Higuchi Hina” (jap. 川村真洋&樋口日奈編) | 3:02    |
| 12. | „Shinuchi Mai” (jap. 新内眞衣編) | 2:38    |
| 13. | „Saitō Chiharu & Watanabe Miria” (jap. 斎藤ちはる&渡辺みり愛編) | 5:44    |
| 14. | „Matsumura Sayuri” (jap. 松村沙友理編) | 4:16    |
| 15. | „Under Members – Jingū-hen” (jap. アンダーメンバー・神宮編) | 3:47    |
| 16. | „Sakurai Reika” (jap. 桜井玲香編) | 1:57    |

### Type-C
| CD | CD                                                       | CD                 | CD          | CD      |
| Nr | Tytuł utworu                                             | Kompozycja         | Aranżacja   | Długość |
| -- | -------------------------------------------------------- | ------------------ | ----------- | ------- |
| 1. | „Hadashi de Summer” (jap. 裸足でSummer)                  | Hidetoshi Fukumori | APAZZI      | 4:37    |
| 2. | „Boku dake no hikari” (jap. 僕だけの光)                  | Hiro Hoashi        | Hiro Hoashi | 3:52    |
| 3. | „Hakumai-sama” (jap. 白米様) (wyk. Sayuringo Gundan)     | Ruby               | Araken      | 4:06    |
| 4. | „Hadashi de Summer” (jap. 裸足でSummer) (off vocal ver.) | Hidetoshi Fukumori | APAZZI      | 4:37    |
| 5. | „Boku dake no hikari” (jap. 僕だけの光) (off vocal ver.) | Hiro Hoashi        | Hiro Hoashi | 3:52    |
| 6. | „Hakumai-sama” (jap. 白米様) (off vocal ver.)            | Ruby               | Araken      | 4:06    |

| DVD | DVD | DVD     |
| Nr  | Tytuł utworu | Długość |
| --- | --- | ------- |
| 1.  | „Hadashi de Summer” (jap. 裸足でSummer) (Music Video)                                                                                    | 4:42    |
| 2.  | „Hakumai-sama” (jap. 白米様) (Music Video)                                                                                               | 4:43    |
| 3.  | „Harujion ga saita yoru ~Fukagawa Mai sotsugyō Concert Backstage~” (jap. ハルジオンが咲いた夜 〜深川麻衣卒業コンサート バックステージ〜) | 32:32   |

### Type-D
| CD | CD                                                                   | CD                 | CD              | CD      |
| Nr | Tytuł utworu                                                         | Kompozycja         | Aranżacja       | Długość |
| -- | -------------------------------------------------------------------- | ------------------ | --------------- | ------- |
| 1. | „Hadashi de Summer” (jap. 裸足でSummer)                              | Hidetoshi Fukumori | APAZZI          | 4:37    |
| 2. | „Boku dake no hikari” (jap. 僕だけの光)                              | Hiro Hoashi        | Hiro Hoashi     | 3:52    |
| 3. | „Secret Graffiti” (jap. シークレットグラフィティー)                  | Tadashi Tsukida    | Tadashi Tsukida | 4:11    |
| 4. | „Hadashi de Summer” (jap. 裸足でSummer) (off vocal ver.)             | Hidetoshi Fukumori | APAZZI          | 4:37    |
| 5. | „Boku dake no hikari” (jap. 僕だけの光) (off vocal ver.)             | Hiro Hoashi        | Hiro Hoashi     | 3:52    |
| 6. | „Secret Graffiti” (jap. シークレットグラフィティー) (off vocal ver.) | Tadashi Tsukida    | Tadashi Tsukida | 4:11    |

| DVD | DVD                                                                                      | DVD     |
| Nr  | Tytuł utworu                                                                             | Długość |
| --- | ---------------------------------------------------------------------------------------- | ------- |
| 1.  | „Hadashi de Summer” (jap. 裸足でSummer) (Music Video)                                    | 4:42    |
| 2.  | „Secret Graffiti” (jap. シークレットグラフィティー) (Music Video)                        | 5:59    |
| 3.  | „Short Movie «Yukuate no nai bokutachi»” (jap. ショートムービー『行くあてのない僕たち』) | 33:19   |

### Edycja regularna
| CD | CD                                                                                     | CD                 | CD             | CD      |
| Nr | Tytuł utworu                                                                           | Kompozycja         | Aranżacja      | Długość |
| -- | -------------------------------------------------------------------------------------- | ------------------ | -------------- | ------- |
| 1. | „Hadashi de Summer” (jap. 裸足でSummer)                                                | Hidetoshi Fukumori | APAZZI         | 4:37    |
| 2. | „Boku dake no hikari” (jap. 僕だけの光)                                                | Hiro Hoashi        | Hiro Hoashi    | 3:52    |
| 3. | „Yukuate no nai bokutachi” (jap. 行くあてのない僕たち) (wyk. Marika Itō, Sayuri Inoue) | Riko Ōhashi        | Hiroshi Sasaki | 4:55    |
| 4. | „Hadashi de Summer” (jap. 裸足でSummer) (off vocal ver.)                               | Hidetoshi Fukumori | APAZZI         | 4:37    |
| 5. | „Boku dake no hikari” (jap. 僕だけの光) (off vocal ver.)                               | Hiro Hoashi        | Hiro Hoashi    | 3:52    |
| 6. | „Yukuate no nai bokutachi” (jap. 行くあてのない僕たち) (off vocal ver.)                | Riko Ōhashi        | Hiroshi Sasaki | 4:55    |

## Skład zespołu
| „Hadashi de Summer” |
| --- |
| - 1. gen.: Manatsu Akimoto, Erika Ikuta, Rina Ikoma, Misa Etō, Asuka Saitō (środek), Reika Sakurai, Mai Shiraishi, Kazumi Takayama, Himeka Nakamoto, Nanase Nishino, Nanami Hashimoto, Minami Hoshino, Sayuri Matsumura, Yumi Wakatsuki - 2. gen.: Hinako Kitano, Miona Hori |

| „Boku dake no hikari” |
| --- |
| - 1. gen.: Manatsu Akimoto, Erika Ikuta, Rina Ikoma, Misa Etō, Asuka Saitō (środek), Reika Sakurai, Mai Shiraishi, Kazumi Takayama, Himeka Nakamoto, Nanase Nishino, Nanami Hashimoto, Minami Hoshino, Sayuri Matsumura, Yumi Wakatsuki - 2. gen.: Hinako Kitano, Miona Hori |

| „Hakumai-sama”                                                                         |
| -------------------------------------------------------------------------------------- |
| - 1. gen.: Sayuri Matsumura (środek) - 2. gen.: Karin Itō, Kotoko Sasaki, Ranze Terada |

| „Secret Graffiti” |
| --- |
| - 1. gen.: Marika Itō, Sayuri Inoue, Hina Kawago, Mahiro Kawamura, Chiharu Saitō, Yūri Saitō, Kana Nakada, Ami Nōjo, Hina Higuchi (środek), Maaya Wada - 2. gen.: Karin Itō, Junna Itō, Iori Sagara, Kotoko Sasaki, Mai Shinuchi, Ayane Suzuki, Ranze Terada, Rena Yamazaki, Miria Watanabe |

## Notowania
| Lista                             | Pozycja |
| --------------------------------- | ------- |
| Oricon Weekly Singles Chart       | 1       |
| Oricon Yearly Singles Chart       | 6       |
| Billboard Japan Hot 100           | 1       |
| Billboard Japan Hot Singles Sales | 1       |

## Sprzedaż
| Dane wg         | Sprzedaż |
| --------------- | -------- |
| Oricon          | 866 648  |
| Billboard Japan | 885 611+ |